# 三菱自動車倉敷オーシャンズ
三菱自動車倉敷オーシャンズ（みつびしじどうしゃくらしきオーシャンズ）は、岡山県倉敷市に本拠地を置き、日本野球連盟に所属する社会人野球の企業チームである（ただし後述のとおり一時期クラブチーム登録だった時代あり）。

## 略歴
1947年、三菱重工業の水島製作所で『三菱重工水島硬式野球部』として創部し、1968年に都市対抗野球に初出場を果たした。
1970年、三菱重工業が自動車部門を三菱自動車工業として独立させたため、チーム名を『三菱自動車水島硬式野球部』に改称した。
1986年に日本選手権に初出場し、1990年には22年ぶりに都市対抗野球に出場した。
2001年オフに断行された三菱自動車工業の野球部統廃合の一環として、同チームは2003年からは同一の名称でクラブチームとして運営されることになった。
2004年からはチーム名を『三菱自動車水島硬式野球クラブ』としていたが、クラブ化されて本社からの財政的援助が受けられなくなり、また同年に発覚した三菱自動車工業の一連の不祥事を受け、同年の都市対抗野球の本戦出場を決めた直後、チーム名を『倉敷オーシャンズ』に変更し、出場した。なお、三菱自動車水島時代にユニフォームにプリントされていたスリーダイヤのマークは、倉敷オーシャンズとなった現在も袖の部分に小さくプリントされている。
2007年、同じ倉敷市内で活動する創部2年目の倉敷ピーチジャックスに都市対抗の岡山県・鳥取県1次予選で敗れ、21年ぶりの1次予選敗退という屈辱を味わったが、その雪辱に燃えた日本選手権予選では倉敷ピーチジャックスを破り、中国地区予選でも全勝で本大会出場を決めた。
2009年、「三菱の名前で応援したい」という社員の声により、チーム名を『三菱自動車倉敷オーシャンズ』に変更し、5年ぶりに三菱の名前が復活した。
2016年、再び会社登録の企業チームとなった。しかし、同年春に発覚した三菱自工本社の燃費データ改竄に伴い、第87回都市対抗野球大会の予選大会出場を辞退した。
2020年、チームとして16年ぶり、三菱の名前では19年ぶりとなる都市対抗野球に出場した。
所属選手はフルタイムでの勤務と野球を両立させてプレーしている。

## 設立・沿革
- 1947年 - 三菱重工業の水島製作所で『三菱重工水島』として創部。
- 1968年 - 都市対抗野球に初出場。
- 1970年 - 三菱グループの自動車製造部門が分社化し三菱自動車工業となったことに伴い、チーム名を『三菱自動車水島』に改称。
- 1986年 - 日本選手権に初出場。
- 2003年 - クラブ登録となる（チーム名は変更せず）。
- 2004年 - チーム名を『三菱自動車水島硬式野球クラブ』に改称。都市対抗野球中国地区予選後にチーム名を『倉敷オーシャンズ』に改称。
- 2009年 - 社員の声により、チーム名を『三菱自動車倉敷オーシャンズ』に改称。
- 2016年 - 再び会社登録となる。同年春に発覚した三菱自工本社の燃費データ改竄問題に伴い、第87回都市対抗野球大会の予選大会出場を辞退。

## 主要大会の出場歴・最高成績
- 都市対抗野球大会 出場9回、4強1回（1999年）
- 社会人野球日本選手権大会 出場8回、8強1回（2001年）
- JABA東京スポニチ大会 優勝1回（2021年）
- JABA岡山大会 優勝1回（2000年）
- JABA京都大会 優勝1回（2000年）
- JABA徳山(スポニチ)大会 優勝1回（1995年）

## 主な出身プロ野球選手
- 松岡弘（投手） - 1967年ドラフト5位でサンケイアトムズに入団
- 小橋輝也（内野手） - 1970年ドラフト外で近鉄バファローズに入団
- 八木裕（内野手） - 1986年ドラフト3位で阪神タイガースに入団
- 小沢浩一（内野手） - 1987年ドラフト4位で読売ジャイアンツに入団
- 岩田徹（捕手） - 1988年ドラフト4位で阪神タイガースに入団
- 前田隆（外野手） - 1988年ドラフト5位で読売ジャイアンツに入団
- 入来智（投手） - 1989年ドラフト6位で近鉄バファローズに入団
- 小牧雄一（捕手） - 1990年ドラフト5位で日本ハムファイターズに入団
- 黒木純司（投手） - 1995年ドラフト4位で日本ハムファイターズに入団
- 原田健二（投手） - 1997年ドラフト3位で日本ハムファイターズに入団
- 田原誠次（投手） - 2011年ドラフト7位で読売ジャイアンツに入団
- 森唯斗（投手） - 2013年ドラフト2位で福岡ソフトバンクホークスに入団
- 廣畑敦也（投手） - 2021年ドラフト3位で千葉ロッテマリーンズに指名

## かつて在籍していた主な選手
- 戸伏康夫（捕手） - 退部後に日本競輪学校に96期生として入学。現在は日本競輪選手会岡山支部所属の競輪選手。
- 田頭欣士（内野手） - 2005年から2009年までは監督を務めた。
- 森大（投手） - 退部後、2016年から浦和学院高校のコーチ、2021年秋より監督。